# يعقوب النصيبيني
القديس يعقوب النصيبيني (بالسريانية: ܝܥܩܘܒ ܢܨܝܒܢܝܐ، باليونانية: Ἅγιος Ἰάκωβος Ἐπίσκοπος Μυγδονίας)، ويعرف أيضًا بأسماء القديس يعقوب من ميجدونيا، (1) والقديس يعقوب العظيم، والقديس جيمس النصيبيني، كان أسقف مدينة نصيبين حتى وفاته.
لُقِّبَ القديس يعقوب باسم «موسى بلاد ما بين النهرين»، وكان الأب الروحي للكاتب واللاهوتي الشهير القديس أفرام السرياني. كان القديس يعقوب حاضراً في المجمع المسكوني الأول في نيقية، ويُعتبر قديسًا في كل من الكنائس الأرثوذكسية الشرقية، الأرثوذكسية المشرقية، والكنيسة الرومانية الكاثوليكية.
يُحتفل بذكرى القديس في 13 كانون الثاني و31 تشرين الأول لدى الكنائس الأرثوذكسية الشرقية، و15 تموز لدى الكنيسة السريانية الأرثوذكسية والكنيسة الرومانية الكاثوليكية، و 18 طوبة لدى الكنيسة القبطية الأرثوذكسية.

## السيرة الشخصية

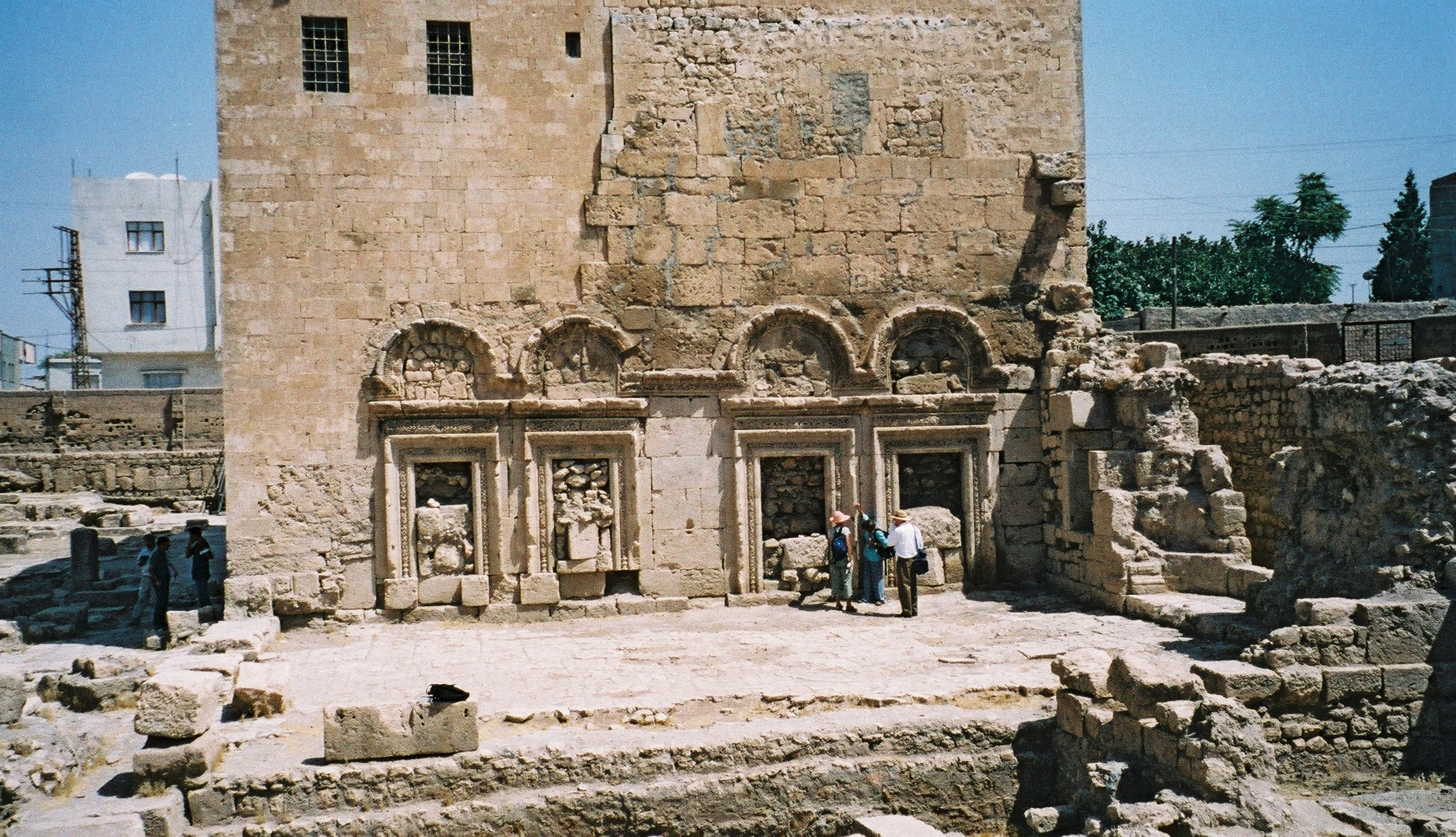
أنقاض كنيسة مار يعقوب النصيبيني في نصيبين.

كان القديس يعقوب ابن الأمير جفال، وُلد في مدينة نصيبين في بلاد ما بين النهرين في القرن الثالث الميلادي. يقال أنه كان من أقارب القديس غريغوريوس المنور. وفقا للكاهن والمؤرخ المسيحي جيناديوس ماسيليا، عانى القديس يعقوب من الاضطهاد بسبب إيمانه من قبل الإمبراطور مكسيميانوس. أصبح القديس يعقوب ناسكًا عام 280، وعاشَ في الجبال بالقرب من نصيبين، وكان يتغذى على بعض الثمار والبقول، لم يكن يزرع أو يحصد وكان يرتدي ثوبًا من شعر الماعز. كان يعقوب يخصص كامل وقته للصلاة والتسبيح، وأمضى وقته في الغابات في فصل الصيف وفي أكد الكهوف في فصل الشتاء، بدون بناء ملاجئ أو إشعال نيران للتدفئة. أصبح القديس مشهورًا، واستقبل شيريا أسقف أربيلا (304 - 316) لأكثر من مرة.
عزم القديس على تسلق جبل الجودي، الذي يُعتقد تقليديًا أنه مكان استراحة سفينة نوح واستطاع استعادة جزء من بقايا السفينة، بعد سماعه من أحد الرهبان أنالسكان المحليين قد شككوا في قصة الفيضان العظيم. صعد القديس يعقوب الجبل واستراح بالقرب من القمة. في نومه، وضع ملاك قطعة من السفينة بالقرب منه، وأمره أن يستيقظ. أحضر القديس تلك البقايا إلى الناسك، وقد ظهر نبع مقدس بالقرب من المكان الذي وجدها فيه القديس، واشتهر بقدرته على الشفاء.
يرجع الفضل في نسب العديد من المعجزات للقديس يعقوب إلى القديس ثيودوريت في كتابع هيستوريا ريليجوسا (التاريخ الديني)، كان منها مقابلة القديس لقاضٍ فارسيّ أصدرَ حكمًا ظالمًا، فقام يعقوب برسم إشارة صليب على صخرة، فانفلقت وتراجع القاضي عن حكمه.  أيضًا، في إحدى الحوادث، لعن القديس يعقوب مجموعة من النساء عاريات القدمين يغسلن ثيابهن في مياه نبع، وعند رؤيتع لم يحتشمن وأخذن بالنظر إليه والضحك، فجفّت مياه النبع وابيضّ لون شعرهنّ. بعد ذلك تابت النساء، وأعاد القديس المياه للجريان، لكن ظل لون شعرهن أبيض. وفي قصة أُخرى، حاولت مجموعة من اللصوص خداع القديس حيث ادعوا أن أحد أصدقائهم ميت وراحوا يطلبون المال من أجل دفنه، وبعدما أعطاهم يعقوب نقودًا راحوا يضحكون عليه، فعند عودتهم وجدوا صديقهم قد مات بالفعل، وأسرعوا إلى القديس طالبين منهُ المغفرة فرثى لهم وأقام الميت.
يوجد خلاف حول تاريخ تكريس القديس يعقوب أسقفًا على نصيبين، حيث يُقال أنه حدث حوالي عام 300،  ويقول مار أفرام السرياني أنه كان الأسقف الأول للمدينة.  بينما تعتبر الموسوعة الكاثوليكية أن يعقوب هو الأسقف الثاني بعد بابو، الذي كان أسقف نصيبين بين عامي 300 - 309،  في كتابه الكرونوغرافي، قال إيليا النصيبيني أن القديس يعقوب كان أسقفًا على المدينة عام 308.
يذكر تاريخ الرها أن القديس بنى الكنيسة الأولى في نصيبين في بين عامي 313-320. ويقال أن مايلز، أسقف شوشان، ساهم بنسبة كبيرة من بناء تلك الكنيسة حيثُ جلب كمية من الحرير من حدياب. يُنسب تأسيس مدرسة نصيبين أيضًا إلى القديس يعقوب. حضر القديس يعقوب مجمع نيقية الأول عام 325، وعارض آريوس. يُزعم أن القديس أفرام السرياني رافق القديس إلى المجلس، لكن هذا الحدث قد يكون ملفّقًا. حضر القديس يعقوب جنازة القديس متروبوليتان البيزنطي عام 326.
يُحسب القديس من بين الموقعين على مجمع أنطاكية عام 341، ومع ذلك، فإن وجوده في المجلس غير مسجل في مصادر أخرى. في عام 338، ساعد القديس يعقوب في الدفاع عن نصيبين ضد الملك الفارسي سابور الثاني، الذي حاصر المدينة لأشهر عدة وعند عدم نجاحه في اقتحامها، حبس عنها مياه النهر لأيام ثم أطلقها، وكان يأمل أن يفتح التدفق الكير للمياه ثغرةً في سور المدينة، لكن القديس يعقوب أمضى كامل الليل في الصلاة وفشلت الخطة الفارسية. في النهار، صلى يعقوب لكي يِهزم الجيش الفارسي فاجتاح الذباب جنودهم وعادوا إلى مُدُنهم.

## الآثار
تم إحضار الجزء الذي جلبه يعقوب من سفينة نوح إلى كاتدرائية إتشميادزينه في أرمينيا.
يشير القديس ثيودوريت إلى أن عظام القديس يعقوب نُقلت من نصيبين إلى الرها بعد استسلام المدينة للفُرس في 22 أغسطس 363.  ونُقلت لاحقًا إلى القسطنطينية عام 970.
تبرّع ليبولد فون شتاينبرغ بعد معركة دينكلار ببقايا جمجمة القديس يعقوب إلى كاتدرائية هيلدسهايم في ألمانيا عام 1367.
في عام 2018، جُلبت بقايا جسد القديس يعقوب من كنيسة القديس جورج الأرمينية في بلوفديف ببلغاريا، إلى كندا، حيث تم نقل جزى منها إلى كنيسة القديس غريغوريوس الأرمنية في مونتريال في 17 يونيو، وجزى آخر إلى كنيسة الثالوث الأقدس الأرمنية في تورونتو يوم 24 يونيو.